# Adiantopsis flexuosa
Adiantopsis flexuosa är en kantbräkenväxtart som först beskrevs av Kze., och fick sitt nu gällande namn av Link-Pérez och Leo J. Hickey. Adiantopsis flexuosa ingår i släktet Adiantopsis och familjen Pteridaceae. Inga underarter finns listade.